# Chiché (Deux-Sèvres)
 Chiché  es una población y comuna francesa, situada en la región de Poitou-Charentes, departamento de Deux-Sèvres, en el distrito de Bressuire y cantón de Bressuire.

## Demografía
| 1331 | 1310 | 1284 | 1276 | 1311 | 1343 |
| Para los censos de 1962 a 1999 la población legal corresponde a la población sin duplicidades (Fuente: INSEE [Consultar]) |      |      |      |      |      |